# Луций Валерий Попликола Балбин Максим
Луций Валерий Попликола Балбин Максим (на латински: Lucius Valerius Poplicola Balbinus Maximus) е политик и сенатор на Римската империя през 3 век.
Той произлиза от старата италийска аристокрация, от фамилията Валерии Максими и е син на Луций Валерий Клавдий Максим Ацилий Присцилиан (консул 233 и 256 г.).
През 253 г. Максим е консул заедно с император Волусиан.
Той е вероятно баща на Луций Валерий Месала (консул 280 г.).